# 福岡市立金武小学校
福岡市立金武小学校（ふくおかしりつ かなたけしょうがっこう）は、福岡県福岡市西区大字金武字都地にある公立小学校。

## 校勢
2019年5月1日現在
- 学級数 - 単式学級22学級、特別支援学級1学級
- 児童数 - 694人（うち特別支援学級5人）

## 沿革
- 1873年 - 飯盛小学校・金武小学校創立
- 1876年 - 金武小学校を飯盛小学校に統合。
- 1880年 - 飯盛小学校が星の原小学校に改称
- 1881年 - 都地（現在地）に校舎新築
- 1889年 - 星の原小学校が尋常金武小学校に改称
- 1941年 - 金武国民学校と改称
- 1947年 - 金武村立金武小学校と改称
- 1955年 - 金武幼稚園併設
- 1960年 - 福岡市に合併、福岡市立金武小学校に改称
- 1979年 - 福岡市立四箇田小学校を分離
- 1982年 - 区制変更で四箇町は早良区に変更
- 2001年 - 室見が丘（西区西入部）が金武校区に編入
- 2002年 - 四箇西町・四箇市住・四箇本町を四箇田小学校へ分離
- 2019年 - 併設する金武幼稚園が閉園[4]
- 2024年‐金武小学校が150周年になり、生徒などにTシャツを配布。

## 通学区域
- 西区大字羽根戸全域（ただし、壱岐南小区域を除く）、大字羽根戸（ただし、壱岐南小区域を除く）、大字飯盛全域、大字吉武全域、大字金武全域、大字田1191、戸切3丁目34番・36番・37番・39番・40番、室見が丘1丁目 - 3丁目[5]

西区南部の一帯。飯盛山・西山山麓部から室見川左岸部の丘陵地・平地で、住宅地が点在するほか、農地が多い。また、校区内に吉武遺跡群があり、多数の遺跡が発見・発掘されている。校区南部には新興住宅地の室見が丘がある。
中学校は早良区の室見川右岸にある金武中学校校区。

### 校区が隣接する小学校
- 福岡市立壱岐南小学校
- 福岡市立田村小学校
- 福岡市立四箇田小学校
- 福岡市立入部小学校
- 糸島市立怡土小学校

### 校区内の主な施設
- 福岡市西部運動公園
- 飯盛神社
- 飯盛保育所
- 吉武遺跡群（吉武高木遺跡ほか）
- かなたけの里公園
- 西鉄バス金武営業所